# Islas Skellig
Las Islas Skellig (en inglés, Skellig Islands; en gaélico irlandés, Na Scealaga) son dos pequeñas y empinadas islas rocosas que se sitúan a unos 16 km al oeste de la península de Iveragh, en el Condado de Kerry, Irlanda. Son famosas por sus poblaciones de frailecillos y alcatraces, así como por un antiguo monasterio cristiano que ha sido declarado Patrimonio de la Humanidad por la Unesco.

## Little Skellig

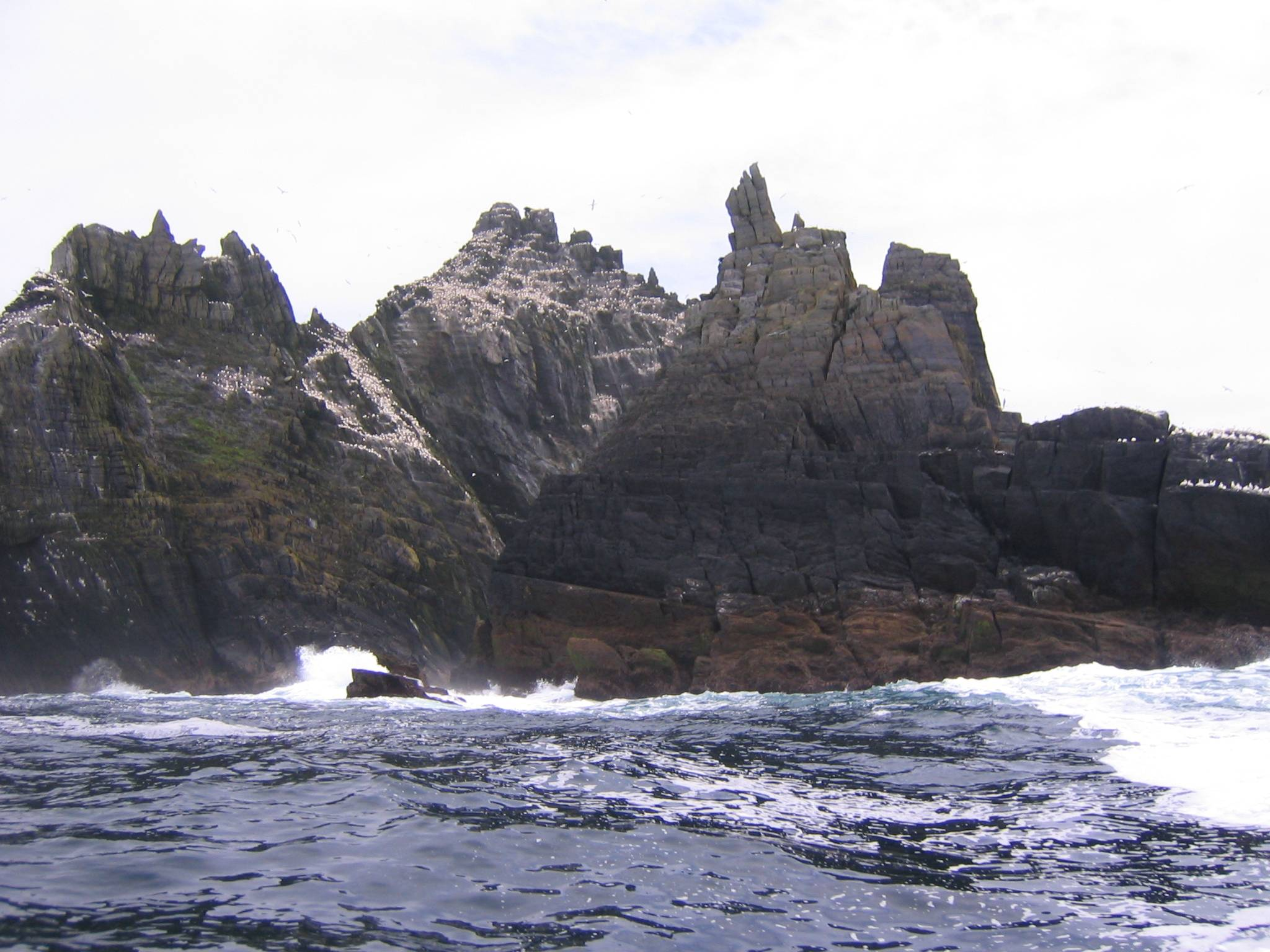
Little Skellig.

La isla más pequeña es conocida como Little Skellig (Sceilig Bheag en idioma irlandés). Está cerrada al público, y contiene la segunda población más grande del mundo de alcatraces, con casi 30.000 parejas. Little Skellig está aproximadamente a 1,5 km de Great Skellig.

## Great Skellig

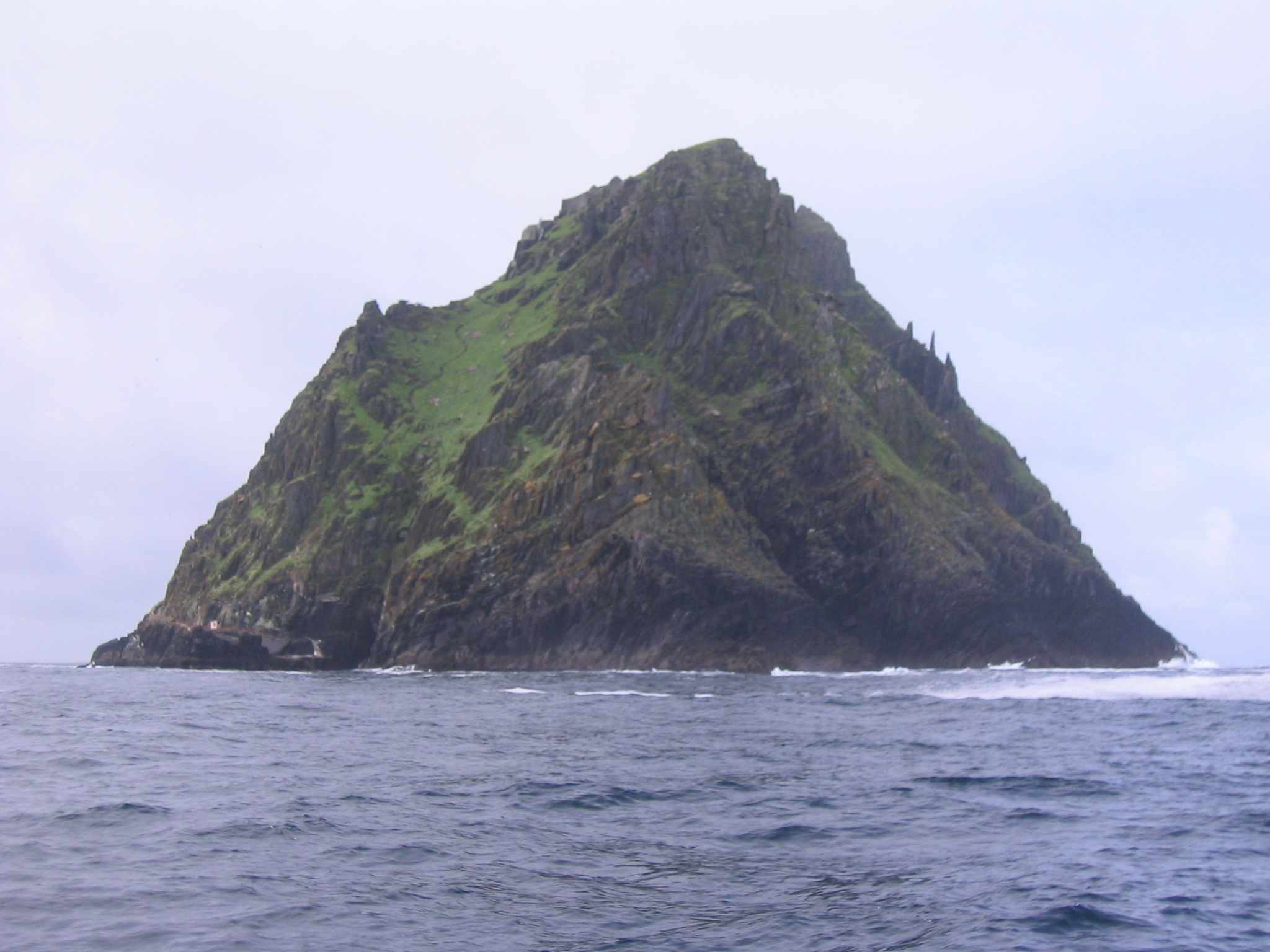
Skellig Michael.

La isla más grande, conocida como Great Skellig o Skellig Michael (Sceilig Mhichíl en irlandés), es la más grande de las dos, elevándose hasta los 230 m sobre el nivel del mar. Gracias a la presencia de un monasterio cristiano del siglo VI suspendido sobre una cornisa cerca de la cumbre, Skellig Michael ha sido declarada Patrimonio de la Humanidad por la Unesco.

## Fauna
Ambas islas Skellig son conocidas por su abundante colonia de aves marinas, la más importante de Irlanda tanto en cantidad como en variedad de especies. Entre los tipos de aves que las habitan se encuentran el paíño europeo, el alcatraz común, el fulmar, la pardela pichoneta, la gaviota de patas negras, el arao común, el alca común y el frailecillo común (especie de la que existen más de 4000 ejemplares sólo en Great Skellig). También puede encontrarse un número algo más reducido de chovas piquigualdas y halcones peregrinos.
Aparte de las aves, las islas Skellig también albergan una importante fauna acuática: se ha documentado la presencia de focas grises, tiburones peregrinos, rorcuales, delfines y tortugas laúd. Las islas abundan por ello en zonas aptas para practicar el submarinismo.